# Манисти (округ)
Манисти́ (англ. Manistee County) — округ в штате Мичиган, США. Официально образован в 1840 году. По состоянию на 2010 год, численность населения составляла 24 733 человека.

## География
По данным Бюро переписи США, общая площадь округа равняется 3 317,793 км2, из которых 1 403,781 км2 суша и 1 911,422 км2 или 58,000 % это водоёмы.

## Население
По данным переписи населения 2000 года в округе проживает 24 527 жителей в составе 9 860 домашних хозяйств и 6 714 семей. Плотность населения составляет 17,00 человек на км2. На территории округа насчитывается 14 272 жилых строения, при плотности застройки около 10,00-ти строений на км2. Расовый состав населения: белые — 94,16 %, афроамериканцы — 1,63 %, коренные американцы (индейцы) — 1,30 %, азиаты — 0,32 %, гавайцы — 0,03 %, представители других рас — 1,01 %, представители двух или более рас — 1,55 %. Испаноязычные составляли 2,61 % населения независимо от расы.
В составе 27,40 % из общего числа домашних хозяйств проживают дети в возрасте до 18 лет, 55,10 % домашних хозяйств представляют собой супружеские пары проживающие вместе, 9,10 % домашних хозяйств представляют собой одиноких женщин без супруга, 31,90 % домашних хозяйств не имеют отношения к семьям, 27,30 % домашних хозяйств состоят из одного человека, 13,20 % домашних хозяйств состоят из престарелых (65 лет и старше), проживающих в одиночестве. Средний размер домашнего хозяйства составляет 2,37 человека, и средний размер семьи 2,86 человека.
Возрастной состав округа: 22,60 % моложе 18 лет, 6,70 % от 18 до 24, 26,30 % от 25 до 44, 26,30 % от 45 до 64 и 26,30 % от 65 и старше. Средний возраст жителя округа 42 лет. На каждые 100 женщин приходится 103,40 мужчин. На каждые 100 женщин старше 18 лет приходится 102,00 мужчин.
Средний доход на домохозяйство в округе составлял 34 208 USD, на семью — 41 664 USD. Среднестатистический заработок мужчины был 33 211 USD против 20 851 USD для женщины. Доход на душу населения составлял 17 204 USD. Около 6,90 % семей и 10,30 % общего населения находились ниже черты бедности, в том числе — 13,50 % молодежи (тех, кому ещё не исполнилось 18 лет) и 7,90 % тех, кому было уже больше 65 лет.